# SkyDSL
skyDSL to satelitarny dostęp do Internetu. Zastosowanie takiego rozwiązania umożliwia upowszechnienie dostępu do Internetu w rejonach o słabo rozwiniętej infrastrukturze telekomunikacyjnej - zarówno w małych miastach, jak i na obszarach wiejskich.

## Dostarczanie danych
Dane docierają do użytkownika systemu za pośrednictwem łącza satelitarnego o przepływności do 8 Mbit/s. Użytkownik systemu dysponuje maksymalnym pasmem dostępnym dla danego abonamentu (4 Mbit/s lub 8 Mbit/s) zmieniając jedynie swój priorytet w sześciostopniowej skali. Możliwe jest wygodne bieżące regulowanie priorytetu za pomocą kokpitu. Szybkie - 38 Mbit/s - łącze między satelitą i serwerem danych zapewnia wysoką sprawność systemu.

## Usługi dodatkowe
System zapewnia korzystanie z usług i serwisów specjalnych, takich jak:
- odbieranie poczty e-mail bez dodatkowych opłat za połączenie z Internetem i wykorzystanie łącza satelitarnego (skyEmail),
- aktualizacja ulubionych stron WWW bez dodatkowych opłat (skyFIP),
- odbiór programów TV (skyTV),
- pobieranie plików ze wskazanych lokalizacji na zamówienie bez ponoszenia dodatkowych kosztów połączeń (skyRFD).

## Kanał zwrotny
System skyDSL do pracy wykorzystuje tzw. kanał zwrotny, który może być realizowany przez dowolny naziemny, komutowany dostęp do internetu: modem analogowy, sieć NMT, GSM z transmisją danych (w tym GPRS), ISDN. Jako kanał zwrotny można również wykorzystać łącze oferujące stały dostęp do internetu takie jak, np.: ADSL.
Polski operatorem skyDSL jest firma Technologie satelitarne.